# Col d'Amianthe
De Col d'Amianthe is een bergpas in de Alpen op de grens van Zwitserland en Italië. De pas is 3307 meter hoog en lag oorspronkelijk op een gletsjer. Veel sneeuw en ijs is weggesmolten. De Glacier de Mont Durand grenst nog steeds aan de pas. De pas is moeilijk per voet te beklimmen vanaf Rifugio Amianthe. Vanaf de pas loopt een pad over de gletsjer naar de Grand Combin en de Grand Tête de By.